# Cyllopoda ovata
Cyllopoda ovata är en fjärilsart som beskrevs av W. Warren 1907. Cyllopoda ovata ingår i släktet Cyllopoda och familjen mätare. Inga underarter finns listade i Catalogue of Life.